# Bosque lluvioso
Las selvas tropicales o bosques lluviosos son bosques que se caracterizan por un dosel cerrado y continuo de árboles de vegetación dependiente de humedad, la presencia de epifitas y lianas y la ausencia de incendios forestales. Las selvas tropicales pueden clasificarse generalmente como selvas tropicales o selvas templadas, pero se han descrito otros tipos.
Las estimaciones varían entre el 40% y el 75% de todas las especies bióticas son propias de las selvas tropicales. Puede haber muchos millones de especies de plantas, insectos y microorganismos aún por descubrir en las selvas tropicales. Las selvas tropicales han sido denominadas las «joyas de la Tierra» y  «la mayor farmacia del mundo», porque en ellas se ha descubierto más de una cuarta parte de los medicamentos naturales.
Las selvas tropicales, así como las especies endémicas de la selva tropical, están desapareciendo rápidamente debido a la deforestación, la pérdida de hábitat resultante y la contaminación de la atmósfera.

## Definición
Las selvas tropicales se caracterizan por un dosel arbóreo cerrado y continuo, una elevada humedad, la presencia de vegetación dependiente de la humedad, una capa húmeda de hojarasca, la presencia de epífitas y lianas y la ausencia de incendios forestales. Las zonas más extensas de selvas tropicales son las selvas húmedas tropicales o templadas, pero se han descrito otras asociaciones de vegetación como bosque húmedo subtropical, bosque húmedo litoral, Bosque nuboso, matorral de lianas e incluso bosque húmedo seco.

### Selva tropical húmeda

Zonas climáticas de selva tropical en todo el mundo.

Las selvas tropicales o bosques lluviosos tropicales se caracterizan por un clima cálido y húmedo sin una estación seca importante: normalmente se encuentran dentro de los 10 grados al norte y al sur del ecuador. Las temperaturas medias mensuales superan los 18 grados Celsius (64,4 °F) durante todos los meses del año. La precipitación media anual no es inferior a 168 cm (66,1 plg) y puede superar los 1000 cm (393,7 plg) aunque normalmente se sitúa entre 175 cm (68,9 plg) y 200 cm (78,7 plg).
Muchas de las selvas tropicales del mundo están asociadas a la ubicación de la vaguada monzónica, también conocida como Zona de Convergencia Intertropical. La categoría más amplia de selvas húmedas tropicales se encuentra en el zona ecuatorial entre el Trópico de Cáncer y el Trópico de Capricornio. Las selvas húmedas tropicales existen en Sudeste Asiático (desde Myanmar (Birmania)) hasta Filipinas, Malasia, Indonesia, Papúa Nueva Guinea y Sri Lanka; también en África subsahariana desde el Camerún hasta el Congo (Selva tropical del Congo), Sudamérica (por ejemplo, la selva amazónica), Sudamérica y Sudamérica. g. la selva amazónica), Centroamérica (p. ej. Bosawás, el sur de la Península de Yucatán-El Petén-Belice-Calakmul), Australia, y en Islas del Pacífico (como Hawaiʻi). Las selvas tropicales han sido denominadas los «pulmones de la Tierra», a pesar de que en la actualidad se sabe que las selvas tropicales contribuyen en pequeña medida con oxígeno a la atmósfera de la Tierra mediante fotosíntesis.

### Selva húmeda templada

Distribución general de las selvas húmedas templadas

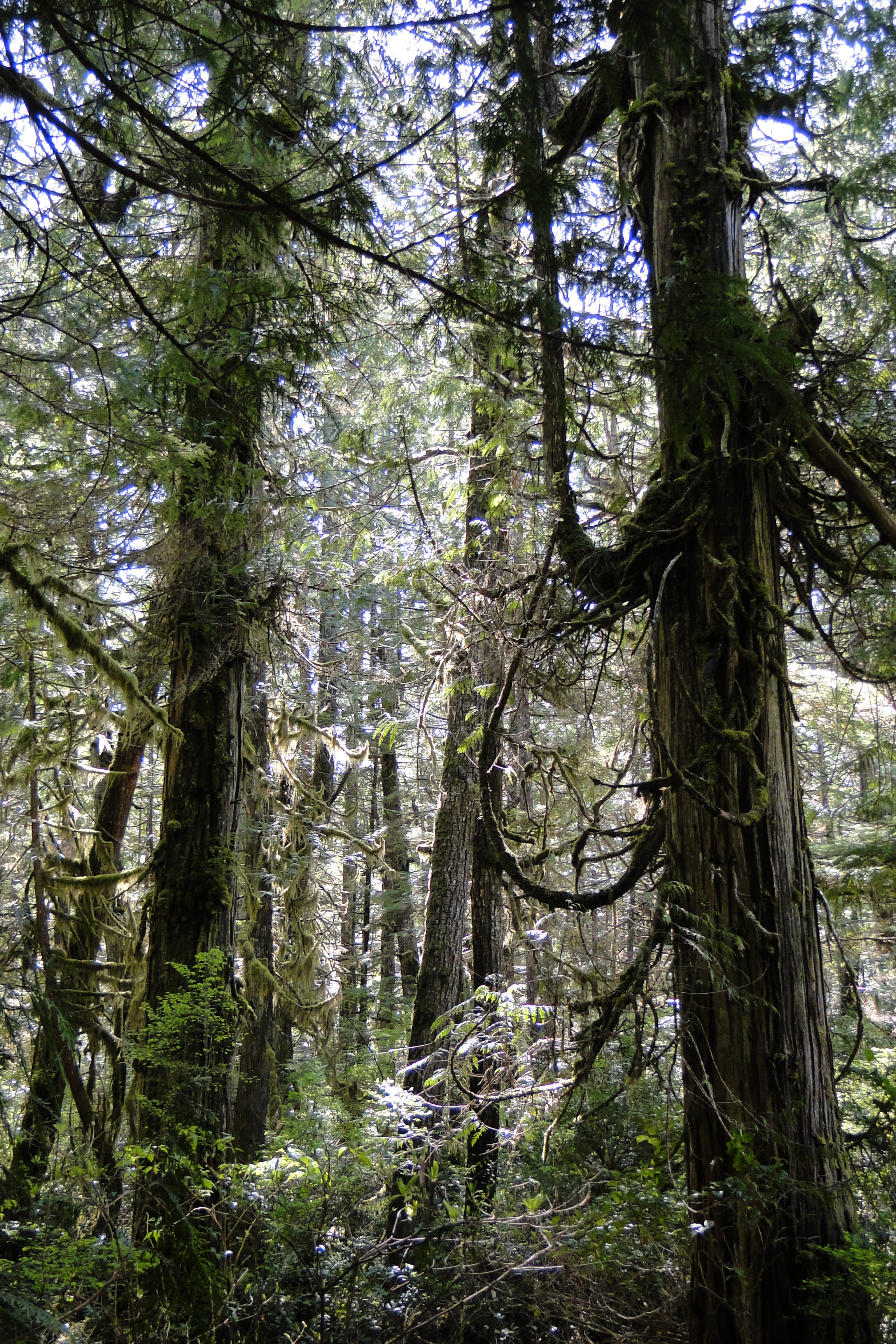
Bosque lluvioso templado en la Reserva nacional de la Cuenca del Pacífico en Canadá.

Las selvas tropicales cubren una gran parte del globo, pero los bosques húmedos templados sólo se dan en unas pocas regiones de todo el mundo. Los bosques pluviales templados son bosques pluviales en regiones templadas. Se dan en Norteamérica (en el Noroeste del Pacífico en Alaska, Columbia Británica, Washington, Oregón y California), en Europa (partes de las Islas Británicas como las zonas costeras de Irlanda y Escocia, sur de Noruega, partes de los Balcanes occidentales a lo largo de la costa del Adriático, así como en Galicia y zonas costeras del Mar Negro oriental, incluyendo Georgia y la costa de Turquía), en Asia Oriental (en China meridional, las tierras altas de Taiwán, gran parte de Japón y Corea, y en Isla Sajalín y sectores del lejano Oriente ruso adyacentes), en Sudamérica (sur de Chile) y también en Australia y Nueva Zelanda.

### Selva tropical seca
Las selvas tropicales secas tienen una capa de dosel más abierta que otras selvas lluviosas, y se encuentran en zonas de menor pluviosidad (630-1100 milímetros (25-43 plg)). Generalmente tienen dos capas de árboles.

## Capas
Una selva tropical suele tener varias capas, cada una con diferentes plantas y animales adaptados a la vida en esa zona en particular. Algunos ejemplos son los estratos emergente, dosel, sotobosque y suelo de la selva.

### Capa emergente
El estrato emergente contiene un pequeño número de árboles muy grandes llamados emergentes, que crecen por encima del dosel general, alcanzando alturas de 45-55 m, aunque en ocasiones algunas especies pueden llegar a los 70-80 m de altura. Tienen que ser capaces de soportar las altas temperaturas y los fuertes vientos que se producen por encima del dosel en algunas zonas. Águilas, mariposas, murciélagos y algunos monos habitan en este estrato.

### Capa del dosel

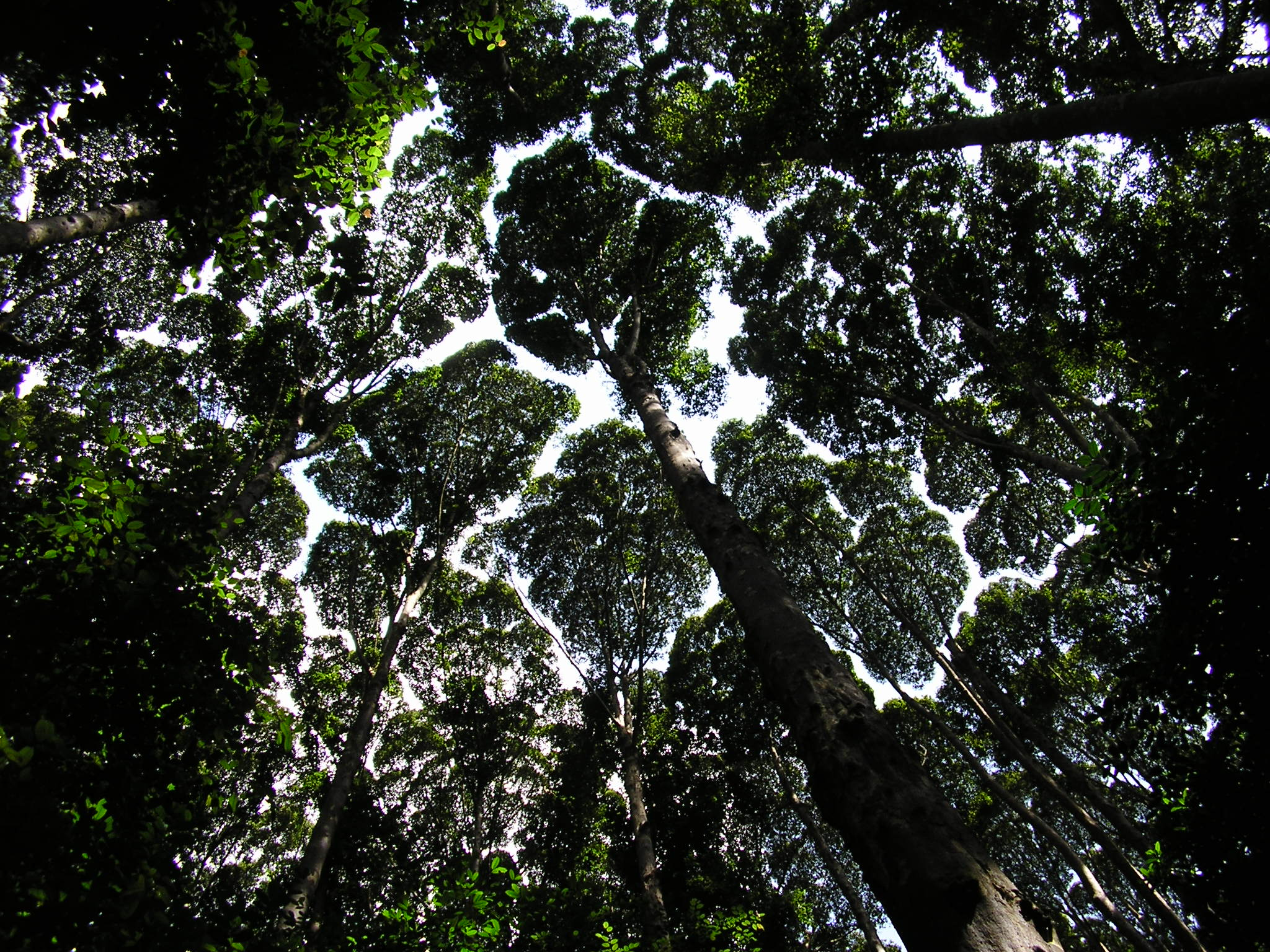
El dosel del Instituto de Investigación Forestal de Malasia mostrando timidez de la copa

El estrato dosel contiene la mayoría de los árboles más grandes, normalmente de 30 metros (32,8 yd) a 45 metros (49,2 yd) de altura. Las zonas más densas de biodiversidad se encuentran en el dosel forestal, una cubierta de follaje más o menos continua formada por copas de árboles adyacentes. Según algunas estimaciones, el dosel alberga el 50% de todas las especies vegetales. [Las plantas epífitas se adhieren a los troncos y ramas, y obtienen agua y minerales de la lluvia y los residuos que se acumulan en las plantas de soporte. La fauna es similar a la de la capa emergente, pero más diversa. Se cree que una cuarta parte de todas las especies de insectos existen en el dosel de la selva tropical. Los científicos llevan mucho tiempo sospechando de la riqueza del dosel como hábitat, pero sólo recientemente han desarrollado métodos prácticos para explorarlo. Ya en 1917, naturalista William Beebe declaró que «queda por descubrir otro continente de vida, no sobre la Tierra, sino a uno o doscientos pies por encima de ella, que se extiende por miles de millas cuadradas». La verdadera exploración de este hábitat no comenzó hasta la década de 1980, cuando los científicos desarrollaron métodos para alcanzar las copas de los árboles, como disparar cuerdas a los árboles utilizando ballestas.  La exploración del dosel de los árboles aún está en pañales, pero otros métodos incluyen el uso de globos y dirigibles para flotar por encima de las ramas más altas y la construcción de grúas y pasarelas plantadas en el suelo del bosque. La ciencia de acceder al dosel de los bosques tropicales mediante dirigibles o plataformas aéreas similares se denomina dendronautica.

### Capa del sotobosque
El sotobosque se encuentra entre el dosel y el suelo del bosque. Es el hogar de numerosas aves, serpientes y lagartos, así como de depredadores como jaguares, boaa constrictoras y leopardos. Las hojas son mucho más grandes a este nivel y la vida de los insectos es abundante. En el sotobosque hay muchas plántulas que crecerán hasta el dosel. Sólo un 5% de la luz solar que incide sobre el dosel de la selva tropical llega al sotobosque. Este estrato puede denominarse estrato arbustivo, aunque el estrato arbustivo también puede considerarse un estrato aparte.

### Suelo de la selva

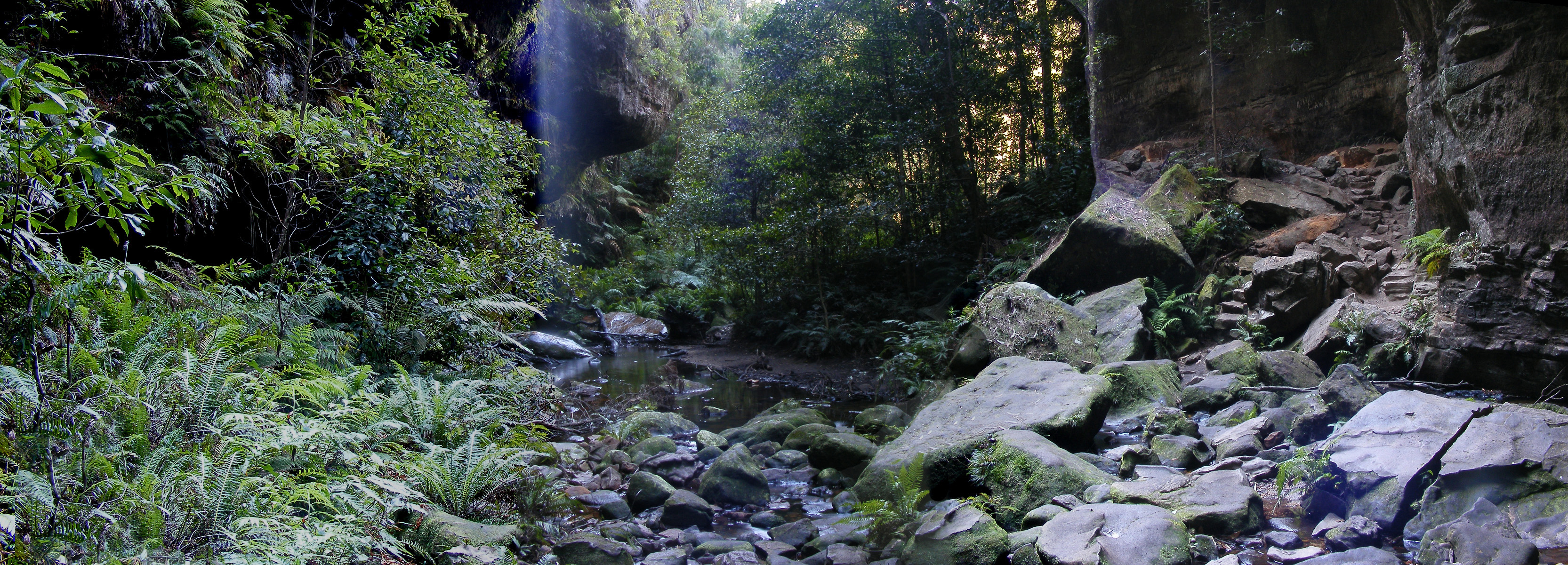
Selva húmeda en las Blue Mountains, Australia.

El suelo de la selva, la capa inferior, recibe sólo el 2% de la luz solar. Sólo las plantas adaptadas a la poca luz pueden crecer en esta región. Lejos de las orillas de los ríos, pantanos y claros, donde se encuentra un denso sotobosque, el suelo de la selva está relativamente limpio de vegetación debido a la escasa penetración de la luz solar. También contiene materia vegetal y animal en decadencia, que desaparece rápidamente porque las condiciones cálidas y húmedas favorecen una rápida descomposición. Muchas formas de hongos que crecen aquí ayudan a descomponer los residuos animales y vegetales.

## Flora y fauna
Más de la mitad de las especies de plantas y animales del mundo se encuentran en las selvas tropicales. Las selvas tropicales albergan una gran variedad de fauna, como mamíferos, reptiles, anfibios, aves e invertebrados.  Los mamíferos pueden incluir primates, félidos y otras familias.  Los reptiles incluyen serpientes, tortugas, camaleones y otras familias; mientras que las aves incluyen familias como vangidae y Cuculidae. En las selvas tropicales hay decenas de familias de invertebrados. Los Fungi también son muy comunes en las zonas de selva tropical, ya que pueden alimentarse de los restos en descomposición de plantas y animales.
La gran diversidad de especies de la selva tropical es en gran parte el resultado de diversos y numerosos refugios físicos, es decir, lugares en los que las plantas son inaccesibles para muchos herbívoros, o en los que los animales pueden esconderse de los depredadores.  Disponer de numerosos refugios también da lugar a una biomasa total mucho mayor de lo que sería posible de otro modo.

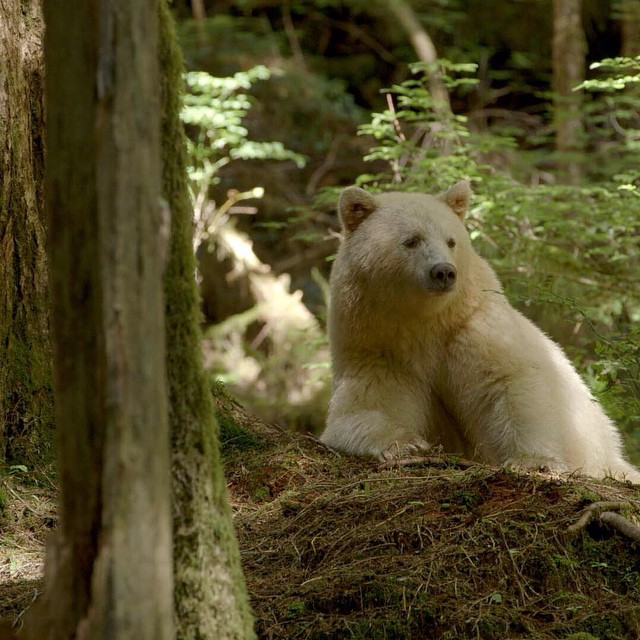
Un oso Kermode del Great Bear Rainforest, Canadá
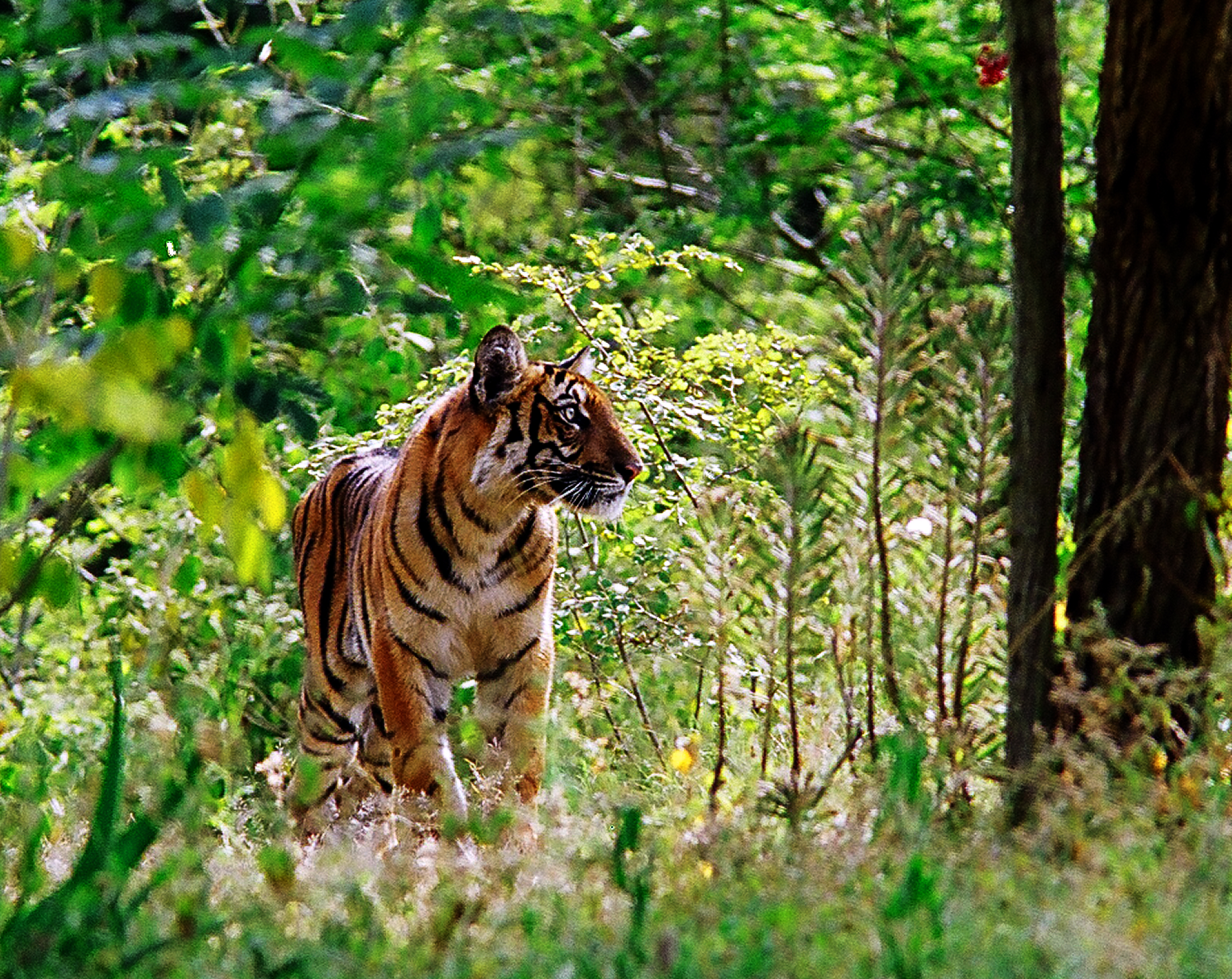
Un tigre de Bengala en el parque nacional Mudumalai, India
Un jaguar en la Amazon Rainforest, América del Sur
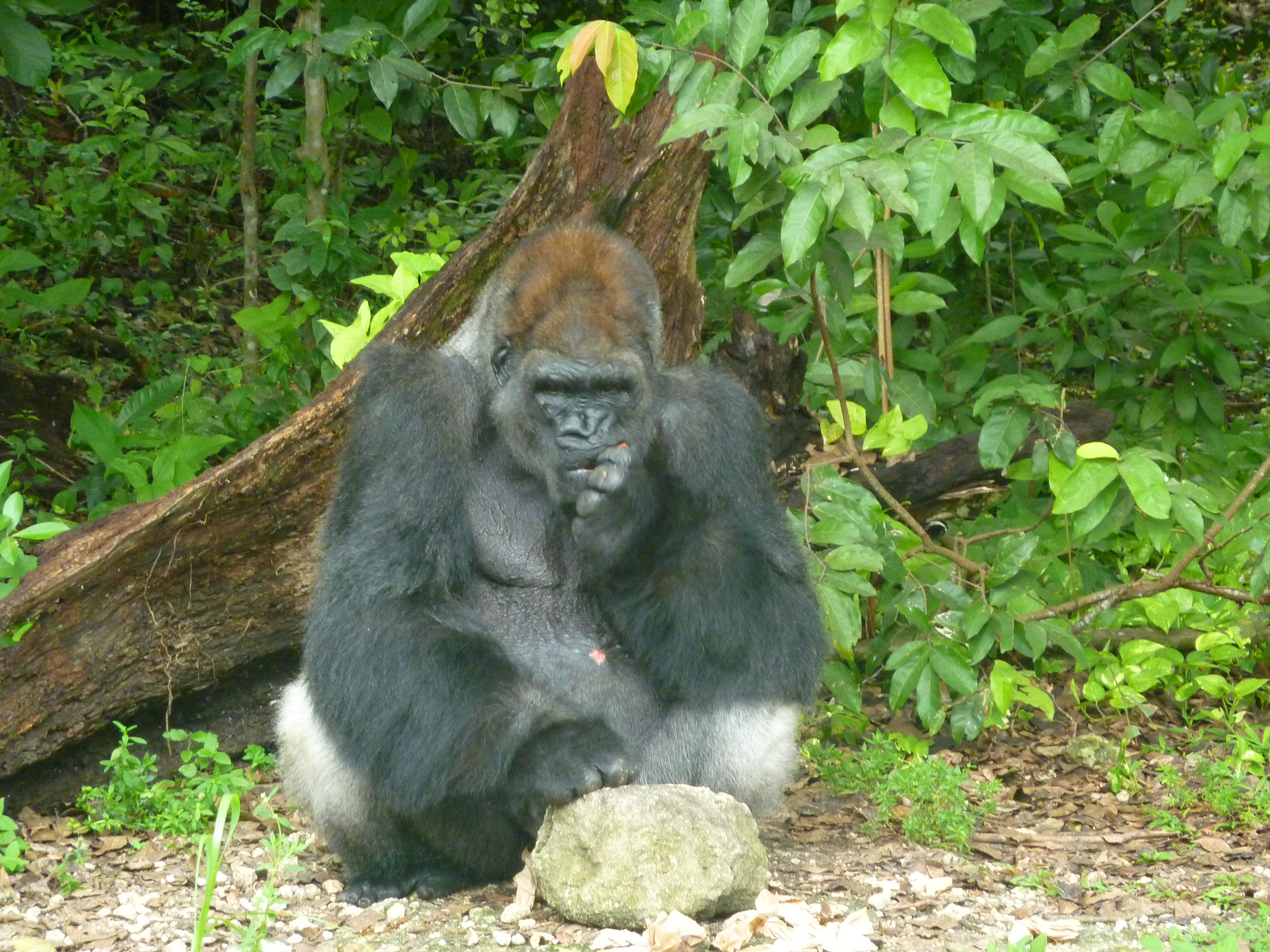
Un Western lowland gorilla en la selva húmeda africana
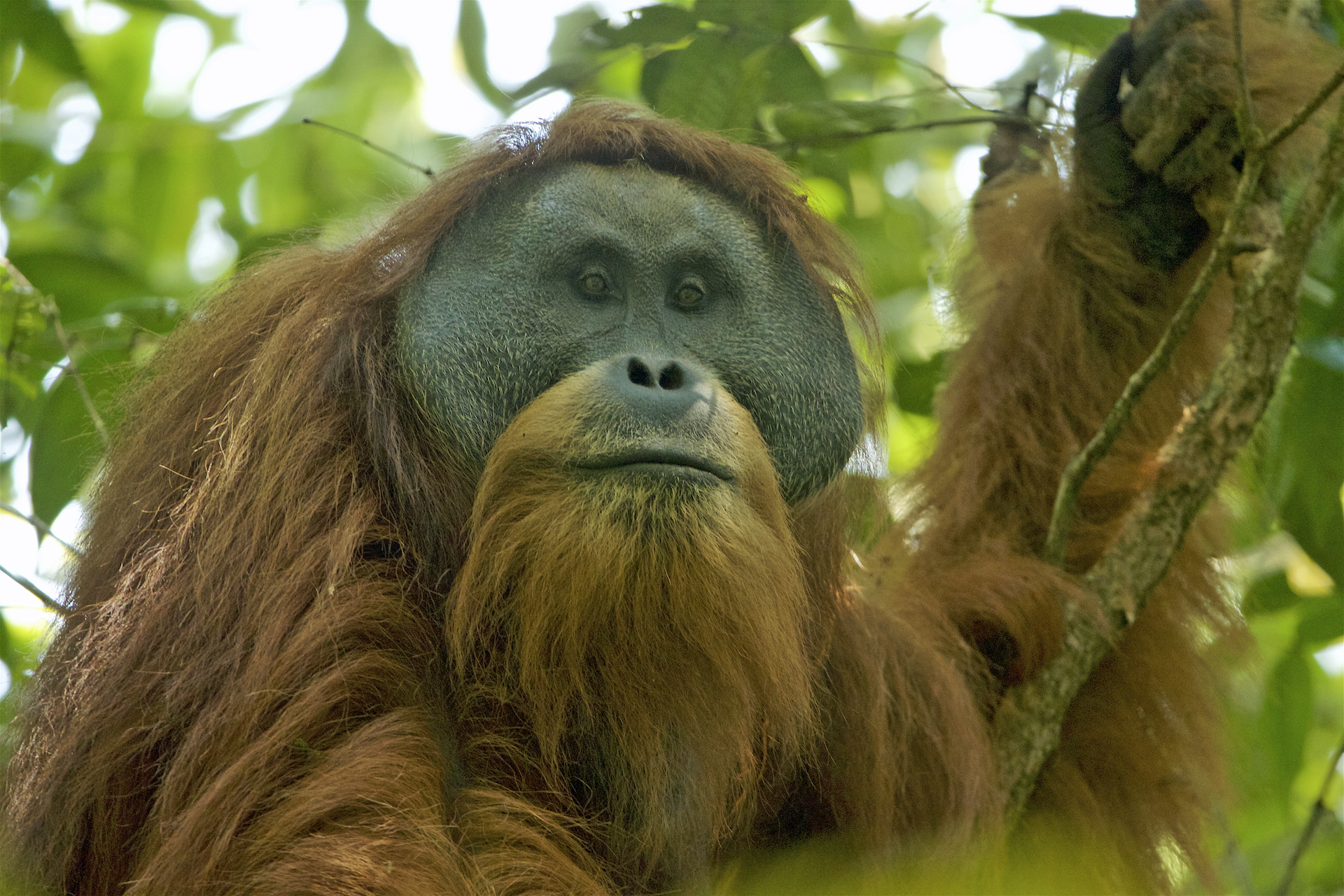
Orangutanes en Tanjung Puting, Indonesia
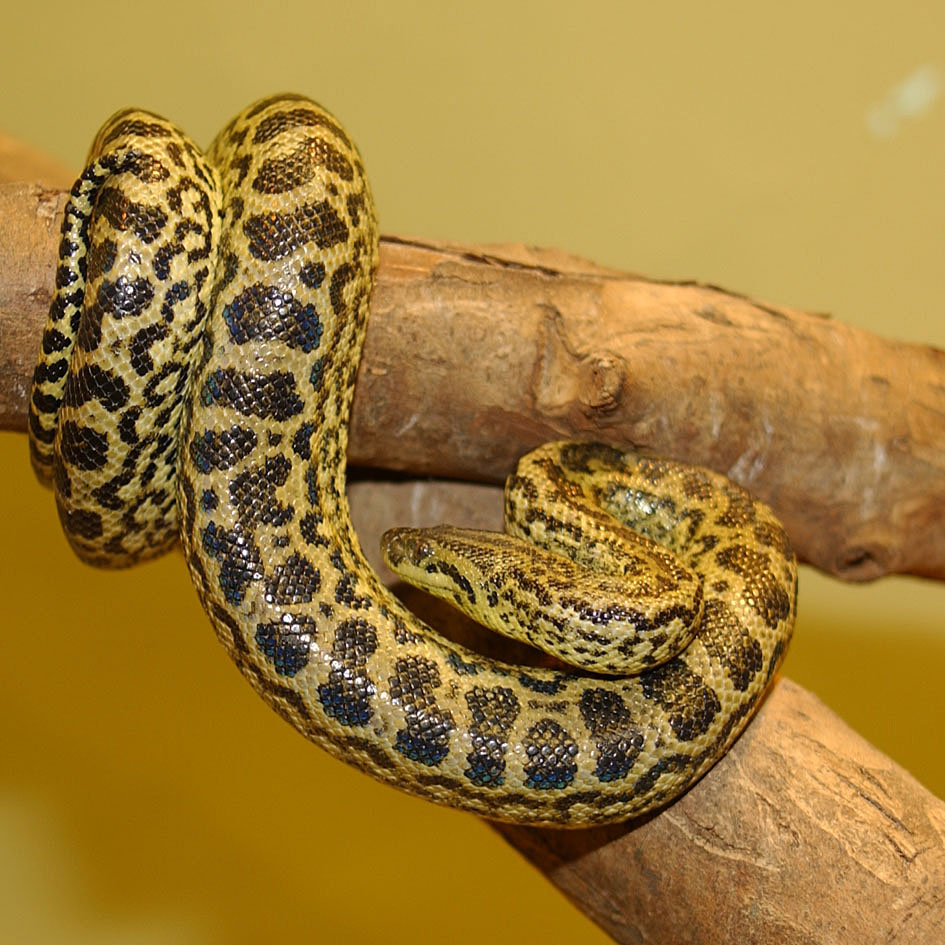
Anacondas amarillas residentes en la cuenca del Amazonas
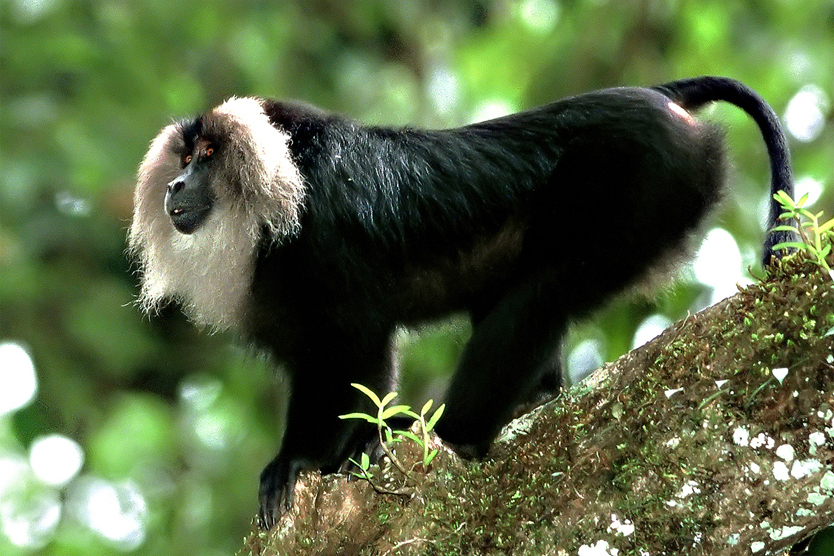
Lion-tailed macaque in Silent Valley National Park, India
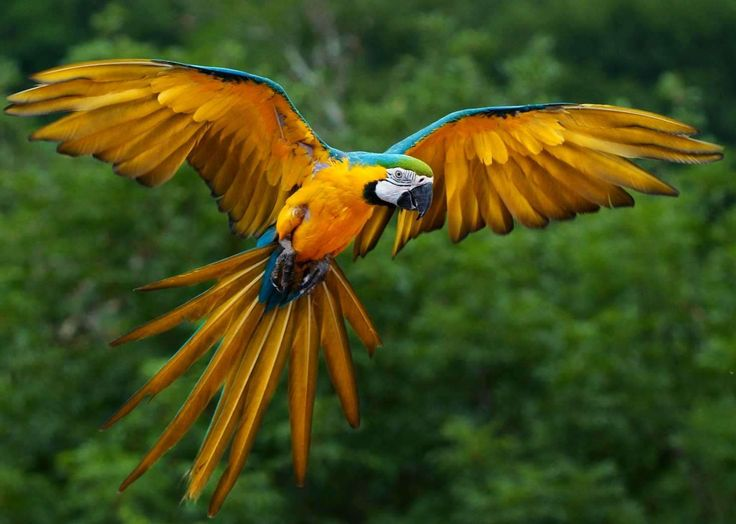
Un Macaw en la selva húmeda del Amazonas

Algunas especies de fauna muestran una tendencia a la disminución de sus poblaciones en las selvas tropicales, por ejemplo, los reptiles que se alimentan de anfibios y reptiles. Esta tendencia requiere un estrecho seguimiento. La estacionalidad de las selvas tropicales afecta a los patrones reproductivos de los anfibios, y esto a su vez puede afectar directamente a las especies de reptiles que se alimentan de estos grupos, especialmente las especies con alimentación especializada, ya que es menos probable que éstas utilicen recursos alternativos.

## Suelos
A pesar del crecimiento de la vegetación en una selva tropical, la calidad del suelo suele ser bastante pobre. La rápida descomposición bacteriana impide la acumulación de humus. La concentración de hierro y aluminio óxido por el proceso de laterización confiere a los oxisoles un color rojo brillante y a veces produce minerales depósitos como la bauxita. La mayoría de los árboles tienen las raíces cerca de la superficie porque no hay suficientes nutrientes bajo la superficie; la mayoría de los minerales de los árboles proceden de la capa superior de hojas y animales en descomposición. En sustratos más jóvenes, especialmente de origen volcánico, los suelos tropicales pueden ser bastante fértiles. Si se talan los árboles de la selva tropical, la lluvia puede acumularse en las superficies expuestas del suelo, creando escorrentía y comenzando un proceso de erosión del suelo. Con el tiempo, se forman arroyos y ríos y es posible que se produzcan inundaciones. La mala calidad del suelo se debe a varias razones. La primera es que el suelo es muy ácido. Las raíces de las plantas dependen de la diferencia de acidez entre ellas y el suelo para absorber los nutrientes. Cuando el suelo es ácido, hay poca diferencia y, por tanto, poca absorción de nutrientes del suelo.  En segundo lugar, el tipo de partículas arcillosas presentes en el suelo de la selva tropical tiene poca capacidad para atrapar los nutrientes e impedir que se pierdan. Incluso si los humanos añaden nutrientes artificialmente al suelo, la mayor parte de ellos son arrastrados por el agua y no son absorbidos por las plantas. Por último, estos suelos son pobres debido al gran volumen de lluvia en las selvas tropicales, que arrastra los nutrientes del suelo más rápidamente que en otros climas.

## Efecto sobre el clima mundial
Una selva tropical natural emite y absorbe grandes cantidades de dióxido de carbono. A escala global, los flujos a largo plazo están aproximadamente equilibrados, por lo que una selva tropical no perturbada tendría un pequeño impacto neto en los niveles atmosféricos de dióxido de carbono, aunque puede tener otros efectos climáticos (en la formación de nubes, por ejemplo, reciclando vapor de agua). Ninguna selva tropical actual puede considerarse inalterada.  La deforestación provocada por el hombre desempeña un papel importante en la liberación de dióxido de carbono de las selvas tropicales, al igual que otros factores, de origen humano o natural, que provocan la muerte de los árboles, como las quemas y la sequía. Algunos modelos climáticos que funcionan con vegetación interactiva predicen una gran pérdida de selva amazónica en torno a 2050 debido a la sequía, la muerte de los bosques y la consiguiente liberación de más dióxido de carbono.

## Usos

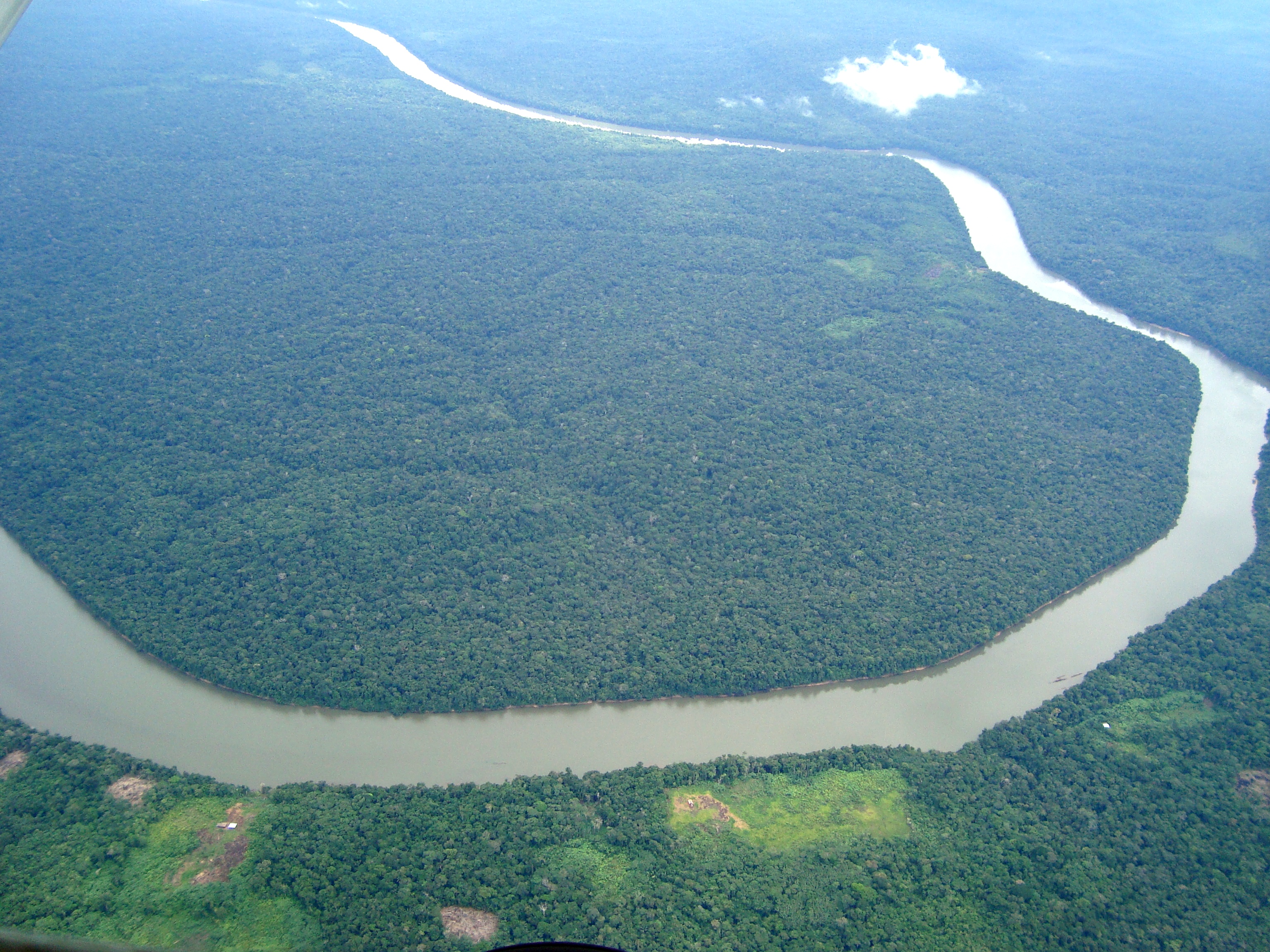
Vista aérea de la selva amazónica.

Las selvas tropicales proporcionan madera y productos animales como carne y pieles. Las selvas tropicales también tienen valor como destinos turísticos y por los servicios ecosistémicos que proporcionan. Muchos alimentos proceden originalmente de los bosques tropicales y todavía se cultivan principalmente en plantaciones en regiones que antes eran bosques primarios. Además, los medicamentos derivados de plantas se utilizan habitualmente para la fiebre, las infecciones por hongos, las quemaduras, los problemas gastrointestinales, el dolor, los problemas respiratorios y el tratamiento de heridas. Al mismo tiempo, las selvas tropicales no suelen ser utilizadas de forma sostenible por los pueblos no nativos, sino que están siendo explotadas o eliminadas para fines agrícolas.

### Pueblos indígenas
El 18 de enero de 2007, la FUNAI informó también de que había confirmado la presencia de 67 tribus no contactadas diferentes en Brasil, frente a las 40 de 2005. Con esta cifra, Brasil ha superado a la isla de Nueva Guinea como país con mayor número de tribus aisladas. La provincia de Irian Jaya o Papúa Occidental, en la isla de Nueva Guinea, alberga unos 44 grupos tribales aislados. Las tribus están en peligro debido a la deforestación, especialmente en Brasil.
La selva tropical centroafricana es el hogar de los Mbuti [uno de los pueblos cazadores-recolectores que viven en las selvas ecuatoriales y que se caracterizan por su baja estatura (menos de un metro y medio de media). Fueron objeto de un estudio de Colin Turnbull, The Forest People, en 1962. Los pigmeos que viven en el sudeste asiático son, entre otros, conocidos como «Negrito».
Hay muchas tribus en las selvas tropicales del estado malasio de Sarawak. Sarawak forma parte de Borneo, la tercera isla más grande del mundo. Algunas de las tribus de Sarawak son: los kayan, kenyah, kejaman, kelabit, punan bah, tanjong, sekapan y lahanan. Colectivamente, se les conoce como dayaks u orangulu, que significa «gente del interior».
Aproximadamente la mitad de los 1,5 millones de habitantes de Sarawak son dayaks. La mayoría de los dayaks, según creen los antropólogos, proceden originariamente del sudeste asiático continental. Sus mitologías así lo corroboran.

## Deforestación

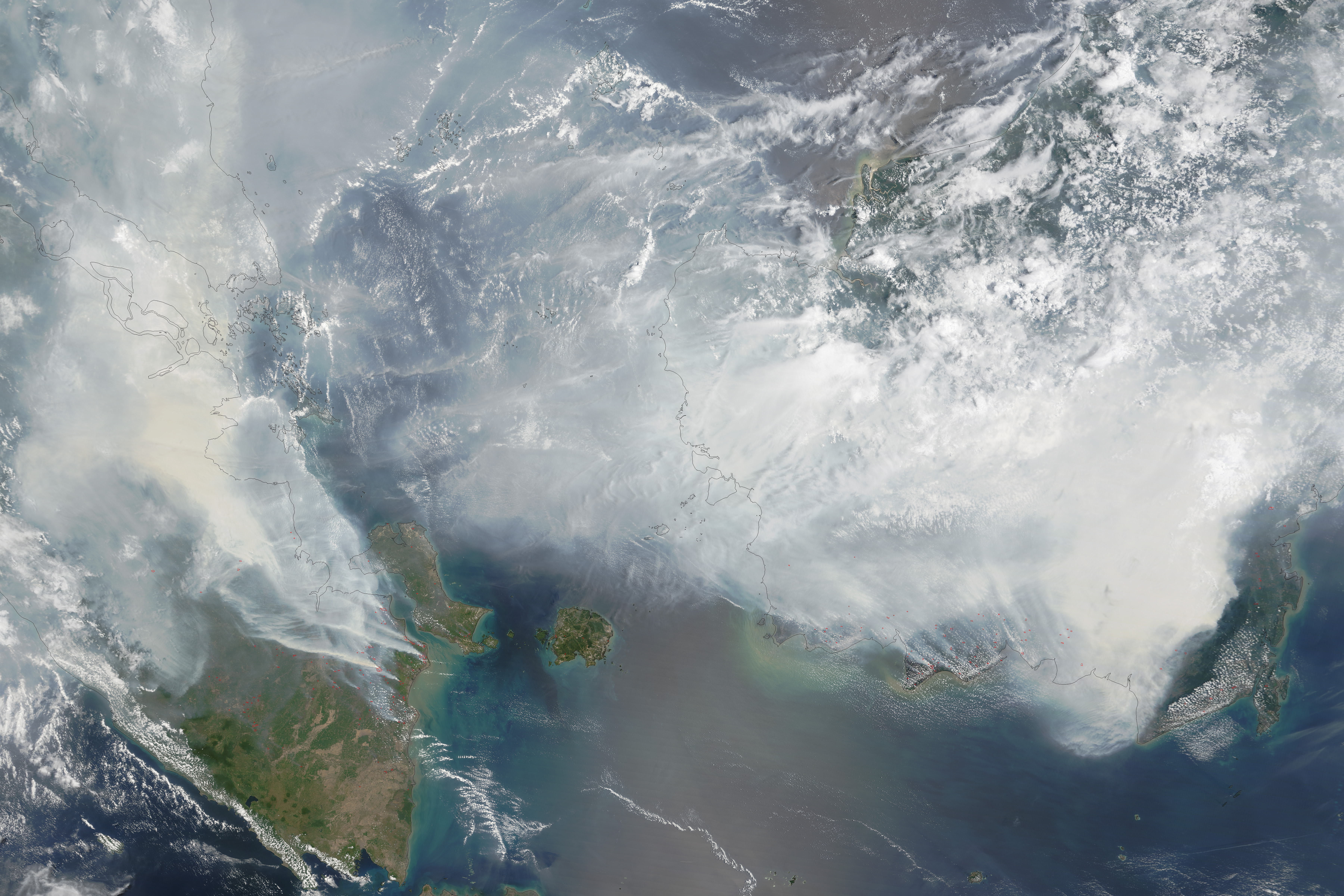
Fotografía de satélite del humo sobre Borneo y Sumatra, 24 de septiembre de 2015.

Las selvas tropicales y los bosques húmedos templados han sido objeto de una intensa tala legal e ilegal por sus valiosas maderas duras y desbroce agrícola (tala y quema, tala rasa) a lo largo del siglo XX y la superficie cubierta por bosques húmedos en todo el mundo se está reduciendo. Los biólogos han calculado que un gran número de especies están siendo llevadas a la extinción (posiblemente más de 50.000 al año; a ese ritmo, afirma E. O. Wilson de la Universidad de Harvard, una cuarta parte o más de todas las especies de la Tierra podrían ser exterminadas en 50 años) debido a la eliminación del hábitat con la destrucción de las selvas tropicales.
Otro factor causante de la pérdida de selva tropical es la expansión de las zonas urbanas. La selva tropical litoral que crece a lo largo de las costas del este de Australia es ahora escasa debido al desarrollo sectores para acomodar la demanda demográfica en el litoral marino.
Las selvas están siendo destruidas a gran velocidad. Casi el 90% de la selva tropical de África Occidental ha sido destruida. Desde la llegada de los humanos, Madagascar ha perdido dos tercios de su selva tropical original. Al ritmo actual, las selvas tropicales de Indonesia se talarían en 10 años y las de Papúa Nueva Guinea en 13 o 16 años.  Según Rainforest Rescue, una razón importante del aumento de la tasa de deforestación, especialmente en Indonesia, es la expansión de las plantaciones de palma de aceite para satisfacer la creciente demanda de grasas vegetales baratas y biocombustibles. En Indonesia, el aceite de palma ya se cultiva en nueve millones de hectáreas y, junto con Malasia, el país insular produce alrededor del 85% del aceite de palma mundial.
Varios países, especialmente Brasil, han declarado su deforestación una emergencia nacional. La deforestación de la Amazonia se disparó un 69% en 2008 en comparación con los doce
meses, según datos oficiales del gobierno.
Sin embargo, un artículo del New York Times del 30 de enero de 2009 afirmaba: «Según una estimación, por cada acre de selva tropical talada cada año, crecen más de 50 acres de bosque nuevo en los trópicos». La nueva selva incluye bosques secundarios en antiguas tierras de cultivo y los llamados bosques degradados.

## Bibliografía

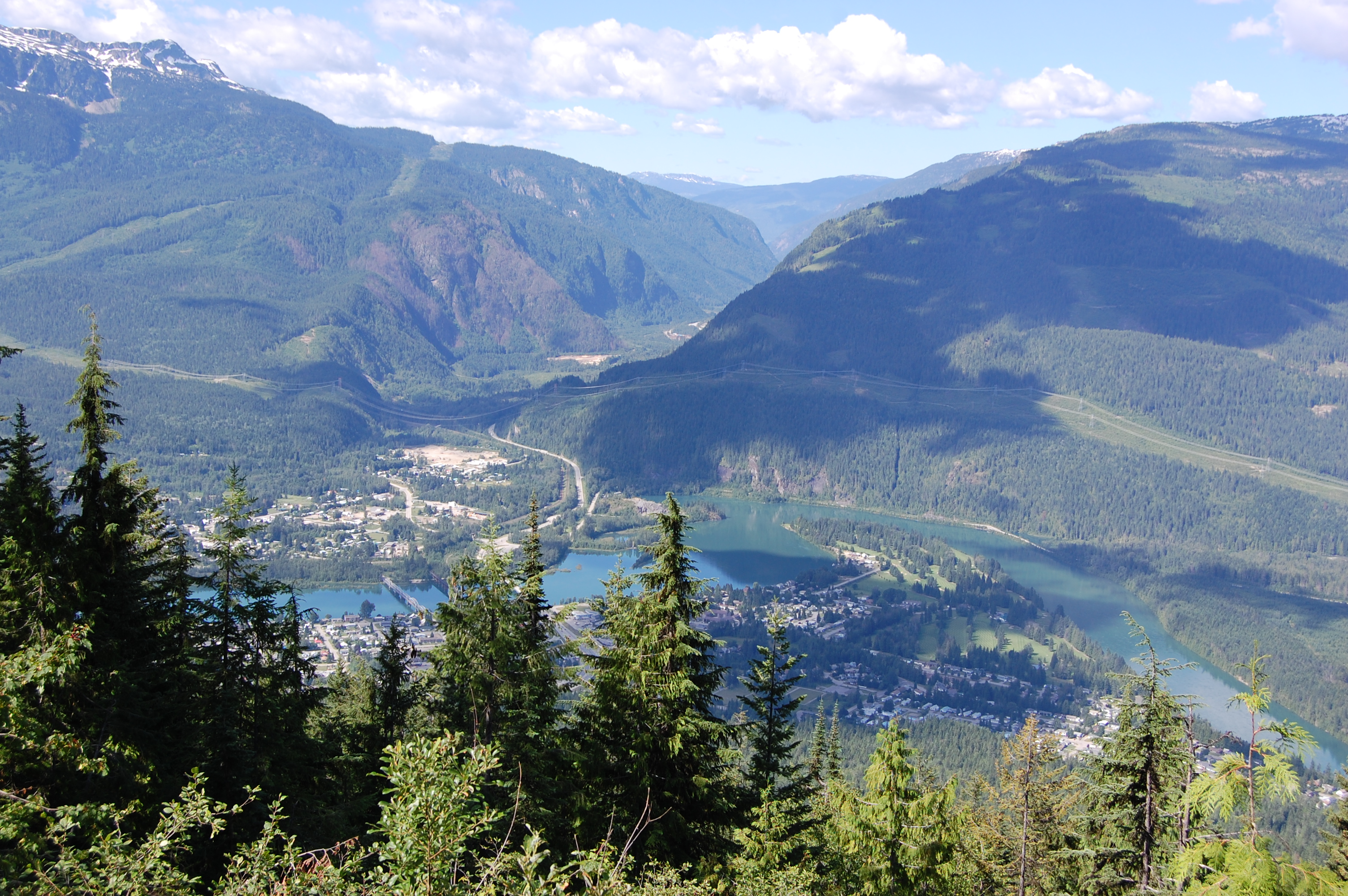
Vista de la selva tropical templada en el Parque nacional Mount Revelstoke, British Columbia, Canadá.